# Renaixença
Renaixença [rənə'ʃɛnsə] (katalanisch für „Wiedergeburt“, deutsch auch: „Katalanische Renaissance“) war eine romantische Bewegung des späten 19. Jahrhunderts, die sich philologisch, historisch und national am katalanischen Mittelalter orientierte, eine Wiederbelebung der katalanischen Sprache und Literatur vornahm, sowie deren Integration in die damalige europäische Literatur anstrebte.
Die Renaixença bewegte nicht nur das eigentliche Katalonien, sondern auch andere katalanischsprachige Regionen wie die Balearen. Sie fand ihren Ausdruck auch in der Wiederbelebung des mittelalterlichen Dichterwettbewerbs Jocs Florals (dt: „Blumenspiele“). Zudem gab es eine vergleichbare Renaixença der Okzitanischen Sprache und Kultur, die in dem Werk Mirèio des okzitanischen Dichters Frédéric Mistral gipfelte.
Um die Jahrhundertwende politisierte der Noucentisme die literarische und kulturelle Bewegung der Renaixença. Er stellte die Forderung nach kultureller und politischer Autonomie Kataloniens. 
Katalonien definierte sich dabei als eigenständige Nation in einem spanischen Gesamtstaat. Die Zugehörigkeit zum gesamtspanischen Staatsverband wurde dabei aber von der großen Mehrheit der Katalanen nicht in Frage gestellt. „Es besteht kein Zweifel, daß (dieser Aufschwung) als eigenständige Kultur- und Regionalbewegung in einem engen Zusammenhang mit der zunehmenden wirtschaftlichen Bedeutung der Region Katalonien ... stand.“ Die politische Komponente dieser Bewegung wird häufig auch unter dem Stichwort Katalanismus thematisiert. Die ab 1871 von der katalanistischen Vereinigung Jove Catalunya („Junges Katalonien“) herausgegebene Zeitschrift La Renaixença hat im Nachhinein dieser kulturell-literarischen Bewegung als Namensgeber gedient. Diese Bewegung beendete eine in Katalonien seit dem Spanischen Erbfolgekrieg (1701–1714) andauernde Periode des kulturellen Niedergangs und politischer Machteinbußen, die durch die 1716 folgenden Dekrete der Nueva Planta verstärkt wurden, in denen die traditionellen Institutionen, Privilegien und regionalen Autonomien Kataloniens ausgesetzt und unterdrückt wurden.

## Die Renaixença der katalanischen Sprache und Kultur
Die Vereinigung der Königreiche Kastilien und Aragonien 1497 hatte einen Niedergang der katalanischen Literatur ausgelöst. Die Wiederbelebung des Schaffens in katalanischer Sprache wurde zu Anfang des 19. Jahrhunderts durch Wissenschaftler angestoßen, die sich mit eben dieser Sprache und ihrer mittelalterlichen Literatur auseinandersetzen (Marià Aguiló i Fuster, Manuel Milà i Fontanals) und die Frage nach einer nationalen Identität der Katalanen zum Thema machten. Als wegbereitend für die Renaixença gilt die Veröffentlichung des durch und durch romantischen Gedichts La Pàtria („Das Vaterland“) von Bonaventura Carles Aribau im Jahr 1833. Richtiger ist wohl die Sichtweise, dass es sich um eine bereits lang andauernde Bewegung der sprachlichen und kulturellen Wiederaufwertung des Katalanischen handelte, die dann um 1830 unter anderem in Werk und Schaffen Aribaus regelrecht „explodierte“. Aribau, seit 1826 aus beruflichen Gründen in Madrid lebend, besingt in dem Gedicht La Pàtria seine katalanische Heimat und preist die Vorzüge der katalanischen Sprache. Aribau griff in seinem Werk auf ein tiefes Vaterlandsgefühl zurück, das sich bereits im 15. Jahrhundert – weit über ein Nationalgefühl hinausgehend – gegen Johann II. von Aragón manifestierte, aus Angst vor kastilischer Überfremdung. Joan II. wurde von den selbstbewussten Corts, dem katalanischen Ständeparlament, als zu kastilienfreundlich empfunden. Die Hochzeit seines Sohnes und späteren „katholischen Königs“ Ferdinand II. mit der kastilischen Thronerbin Isabella I. im Jahr 1469 weckte  schlimme Befürchtungen. „Aribau war … ein großer Vermittler der deutschen Romantik nach Katalonien und Spanien gewesen; einer Romantik, die den Wert der nationalen Vergangenheit verkündete und mit Herder in den Sprachen den Ausdruck der Volksseele sah.“
Das  Werk des Lyrikers Joaquim Rubió i Ors, die Wiederbelebung des mittelalterlichen Dichterwettbewerbes Jocs Florals (1859) und die Einrichtung von Kulturvereinen wie den Ateneus, gaben der Bewegung weiteren Halt. Den Höhepunkt erreichte die Renaixença im Werk Jacint Verdaguers. Zunächst dominiert das lyrische Moment nahezu vollkommen die Bewegung. Erst gegen Ende des 19. Jahrhunderts treten mit Narcís Oller i Moragas und mit Emili Vilanova i March bedeutende Prosaisten ins Rampenlicht. Das Theater kommt durch das Werk von Àngel Guimerà zu einem tragenden Aufschwung. 
Die zu Anfang stark durch die Romantik geprägte Renaixença nimmt gegen Ende des Jahrhunderts zunehmend realistische Züge an. In einem gewissen Sinn ist sie Ende des 19. Jahrhunderts bereits zu ihrem Ziel gekommen: Sie hinterlässt allen nachfolgenden Kulturbewegungen – aufbauend auf der mittelalterlichen katalanischen Hochsprache – eine lebende, moderne und formbare Sprache.